# How Long (canção de J. D. Souther)
"How Long" é uma música escrita por J. D. Souther, gravada pela banda Eagles.
É o segundo single do álbum Long Road Out of Eden.
A música foi premiada com um Grammy Awards, na categoria "Best Country Performance By A Duo Or Group With Vocals".

## Paradas
Singles
| Ano  | Single     | Posição    | Posição | Posição      | Posição |
| Ano  | Single     | US Country | US      | US Main Rock | US AC   |
| ---- | ---------- | ---------- | ------- | ------------ | ------- |
| 2007 | "How Long" | 23         | 101     | 38           | 7       |